# 占部雄貞
占部 雄貞（うらべ の おさだ、弘仁2年（811年） - 天安2年4月10日（858年5月26日））は、平安時代初期の人物。姓は宿禰。神祇権少副・壹伎氏成の子とする系図がある。官位は外従五位下・宮主。

## 経歴
壱岐卜部氏は神代より亀卜に携わったとされるが、雄貞は兄弟の中で最も亀卜の術に優れた。仁明朝で宮主に任ぜられ、嘉祥3年（850年）文徳天皇の即位に伴い大宮主に任ぜられた。また、同年9月には八十島祭のために摂津国難波津へ遣わされている。斉衡2年（855年）外従五位下に叙せられ、斉衡3年（856年）には一族の神祇少祐・卜部業基らとともに占部宿禰姓に改姓している。
天安2年（858年）4月10日卒去。享年48。最終官位は宮主外従五位下。

## 人物
酒を好んだが、酒色に耽って荒んだ生活を送るようになり、死去したという。

## 官歴
『日本文徳天皇実録』による。
- 時期不詳：正六位下。宮主
- 嘉祥3年（850年） 3月19日：大宮主
- 時期不詳：正六位上
- 斉衡2年（855年） 正月7日：外従五位下
- 斉衡3年（856年） 9月10日：卜部から占部宿禰に改姓
- 天安2年（858年） 4月10日：卒去（宮主外従五位下）

## 系譜
- 父：卜部氏成[3]
- 母：不詳
- 妻：不詳
  - 男子：占部貞本[3]
  - 養子：伊伎是雄（819-872）[3] - 雄貞の弟